# 제오르제 에네스쿠

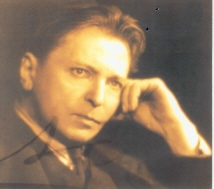
제오르제 에네스쿠

제오르제 에네스쿠(George Enescu, 1881년 8월 19일, 리베니 ~ 1955년, 5월 4일, 파리)는 루마니아의 작곡가, 바이올린 연주자, 피아노 연주자, 지휘자이자 음악 선생이었다.
에네스쿠의 여러 작품은 루마니아 민속 음악의 영향을 받았는데, 그의 가장 인기있는 작품은 루마니아 광시곡 두 곡(1901~2)과 오페라 외디페(Œdipe, 1936), 관현악 모음곡이다. 그는 또 교향곡 다섯 곡을 썼으며(그 가운데 둘은 미완성이다), 교향시 복스 마리스(Vox maris)와 여러 실내악곡(바이올린 소나타 세 곡, 첼로 소나타 두 곡, 피아노 3중주, 피아노가 있는 4중주와 피아노가 없는 4중주 작품, 관악 10중주, 현악 8중주, 피아노 5중주, 12 독주 악기를 위한 실내 교향곡)을 작곡하였다.
어려서부터 음악에 천재적인 재능을 보여 5살 때 첫 작곡을 하였고 7살에 빈 음악원에 들어가 바이올린을 공부했다. 13살에 빈 음악원을 2등으로 졸업한 후 곧 파리 음악원으로 유학, 쥘 마스네와 가브리엘 포레에게 작곡을 배우며 16살에 관현악곡 <루마니아 시곡>(1897)을 발표하고, 1899년에는 파리 음악원에서 바이올린 부문 1등상을 받았다.
이후 에네스쿠는 여러 작품을 발표하는 한편 바이올린 연주가로서 경력을 쌓아 갔으며, 특히 바흐 작품의 연주가로서 명성을 날렸다. 1920년대에 미국에서 지휘자로도 활발한 활동을 펼쳐 한때 아르투로 토스카니니의 후임으로 뉴욕 필하모닉 상임지휘자의 물망에 오르기도 했다. 에네스쿠는 바이올린 교사로서도 훌륭해 예후디 메뉴인 등 숱한 연주가들이 그에게서 바이올린을 배웠고, 1935년에는 파리 교향악단이 에네스쿠 지휘, 메뉴인 연주로 볼프강 아마데우스 모차르트 바이올린 협주곡 3번을 공연했다.
말년에는 루마니아 민속악파의 지도자로 활동하였고 1955년 파리에서 사망, 쇼팽의 무덤도 있는 페르 라셰즈 공동묘지에 묻혔다. 루마니아 지폐에 초상화가 들어가 있고 부쿠레슈티 국제공항이 제오르제 에네스쿠 국제공항으로 명명될 정도로 에네스쿠는 루마니아의 국민음악가로 대단한 존경을 받고 있다.